# Талдикорганська міська адміністрація
Талдико́рганська міська адміністрація (каз. Талдықорған қаласы әкімдігі, рос. Талдыкорганская городская администрация) — адміністративна одиниця у складі Жетисуської області Казахстану, прирівнена до району. Адміністративний центр — місто Талдикорган.

## Населення
Населення — 196181 особа (2021; 148029 у 2009, 118446 у 1999, 137883 у 1989).
Національний склад (станом на 2010 рік):
- казахи — 93156 осіб (64,96%)
- росіяни — 36532 особи (25,47%)
- корейці — 5172 особи (3,61%)
- татари — 2783 особи (1,94%)
- німці — 1581 особа (1,10%)
- українці — 1071 особа (0,75%)
- уйгури — 962 особи
- чеченці — 354 особи
- узбеки — 302 особи
- білоруси — 177 осіб
- азербайджанці — 130 осіб
- поляки — 123 особи
- киргизи — 102 особи
- турки — 68 осіб
- дунгани — 48 осіб
- греки — 30 осіб
- курди — 19 осіб
- інші — 797 осіб

## Історія
2009 року до складу міста Талдикорган були приєднані два села Єркінського сільського округу — ЗВТ та Отділення 5.

## Склад
До складу міської адміністрації входять місто Талдикорган та 2 сільських округи:
| Населений пункт, поселення  | Площа, км² | Населення, осіб (1989) | Населення, осіб (1999) | Населення, осіб (2009) | Населення, осіб (2021) | Центр  | К-ть НП |
| --------------------------- | ---------- | ---------------------- | ---------------------- | ---------------------- | ---------------------- | ------ | ------- |
| Талдикорган, місто          | -          | 119149                 | 98733                  | 124221                 | 165325                 | -      | 1       |
| --ЗВТ                       | -          | 318                    | 390                    | 628                    | -                      | -      | -       |
| --Отділення 5               | -          | 348                    | 347                    | 557                    | -                      | -      | -       |
| Єркінський сільський округ  | -          | 10092                  | 10054                  | 12093                  | 15183                  | Єркін  | 2       |
| Отенайський сільський округ | -          | 7976                   | 8922                   | 10530                  | 15673                  | Отенай | 5       |

## Найбільші населені пункти
Населені пункти з чисельністю населення понад 1000 осіб:
| № | Населений пункт | Населення, осіб (1989) | Населення, осіб (1999) | Населення, осіб (2009) | Населення, осіб (2021) |
| - | --------------- | ---------------------- | ---------------------- | ---------------------- | ---------------------- |
| 1 | Талдикорган     | 119 149                | 98 733                 | 124 221                | 165 325                |
| 2 | Єркін           | 9 715                  | 9 701                  | 11 465                 | 13 886                 |
| 3 | Отенай          | 5 429                  | 6 098                  | 7 118                  | 10 262                 |
| 4 | Єнбек           | 1 264                  | 1 477                  | 1 710                  | 2 494                  |
| 5 | Интимак         | 151                    | 205                    | 273                    | 1 576                  |
| 6 | Отділення 3     | 377                    | 353                    | 626                    | 1 297                  |
| 7 | Мойнак          | 878                    | 899                    | 1 157                  | 1 048                  |